# Cyphomyrmex longiscapus
Cyphomyrmex longiscapus é uma espécie de inseto do gênero Cyphomyrmex, pertencente à família Formicidae.